# Krombeinius megalaspis
Krombeinius megalaspis is een vliesvleugelig insect uit de familie Perilampidae. De wetenschappelijke naam is voor het eerst geldig gepubliceerd in 1912 door Cameron.